# Live (album Krzysztofa Krawczyka)
Live – album koncertowy polskiego piosenkarza Krzysztofa Krawczyka. Wydawnictwo ukazało się 13 listopada 2003 roku nakładem wytwórni muzycznej BMG Poland. Na albumie znalazł się występ Krawczyka zarejestrowany w zarejestrowany w krakowskim studiu Łęg.
Wyróżnione złotą płytą nagrania dotarły do 24. miejsca zestawienia OLiS.

## Lista utworów
1. "Rysunek na szkle"
2. "Mój przyjacielu"
3. "Bo jesteś ty"
4. "Chciałem być"
5. "Pamiętam ciebie z tamtych lat"
6. "Parostatek"
7. "Ojda, ojda"
8. "Wiarygodny"
9. "Ślady na piasku"
10. "Jestem sobą"
11. "Śnię"
12. "Mijamy" (utwór dodatkowy)